# John Shoffner
John Shoffner est un homme d'affaires, pilote automobile et astronaute commercial. 
Il est pilote de réserve de SpaceX Axiom Space-1 et pilote de SpaceX Axiom Space-2.
Il est selon Axiom Space un pilote, un champion de course GT et un partisan actif de la recherche en sciences de la vie ; il réside à Knoxville (Tennessee).
Avant de créer sa propre équipe de sport automobile J2-Racing avec sa femme Janine, Shoffner était un homme d'affaires. Il a eu une carrière de 21 ans chez Dura-Line, fabricant d'équipement de télécommunications basé au Kentucky. Il a pris sa retraite en tant que président en 1996. 
En Europe il a couru notamment aux 24 Heures du Nürburgring depuis 2015.

## Vol réalisé
Le 21 mai 2023, John Shoffner s'envole à bord de la capsule Crew Dragon Freedom en tant que pilote de SpaceX Axiom Space-2, mission commerciale privée, qui s'amarre à la Station spatiale internationale (ISS), pour une durée d'environ 10 jours.